# Thames Town

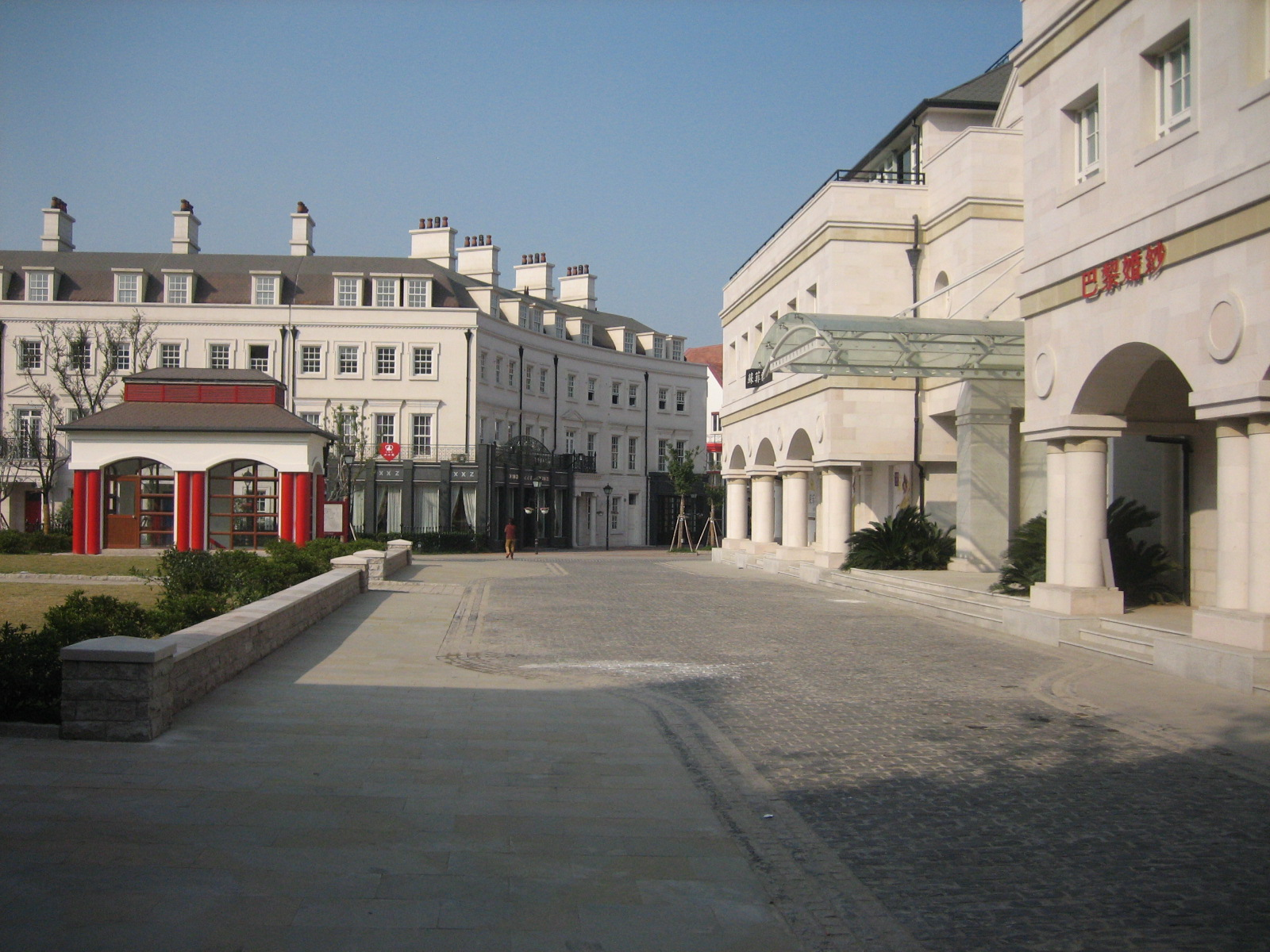
Hauptplatz in Thames Town

Thames Town (chinesisch 泰晤士小鎮, Pinyin Tàiwùshì Xiǎozhèn) ist der Name eines etwa am 20. Oktober 2006 eröffneten 1 km² großen Stadtteils, etwa 30 km vom Zentrum von Shanghai in China entfernt. Sie ist Teil der 60 km² umfassenden Gartenstadt Songjiang, gebaut nach britischem Vorbild.

## Architektur
Die Architektur von Thames Town imitiert jene eines Landstädtchens in England. Die Kirche ist die Replik der Christ Church (Clifton Down) bei Bristol. Andere Gebäude sind Kopien aus Lyme Regis in Dorset. Darunter sind auch Gebäude im Tudorstil.
Thames Town ist wie das an der Weimarer Bauhaus-Tradition ausgerichtete Anting eine von neun Planstädten des Projektes One City, Nine Towns aus dem Jahr 2001, die nach verschiedenen westlichen Vorbildern gestaltet sind, darunter die Niederlande, Schweden, Spanien, Italien, Kanada, Deutschland.

## Nutzung
Die Stadt ist bis auf wenige Menschen unbewohnt. Die Häuser und Grundstücke werden gekauft, jedoch sehr eingeschränkt oder gar nicht genutzt, denn die chinesische Bevölkerung ist angeblich der Ansicht, dass bei einer Benutzung bzw. Bewohnung dieser Immobilien der Wiederverkaufswert sinkt.
Der Ort wird oft als Kulisse für persönliche Fotoaufnahmen genutzt.

## Bauträger von Thames Town
- Chief Developer: Shanghai Songjiang New Town Developing and Construction Co. Ltd
- Developer: Shanghai Henghe Real Estate Co. Ltd
- Architekturbureau: Atkins

## Trivia
Der Musiker Hauschka hat ein Musikstück, das diesem Ort gewidmet ist, auf seinem Album Abandoned City veröffentlicht.

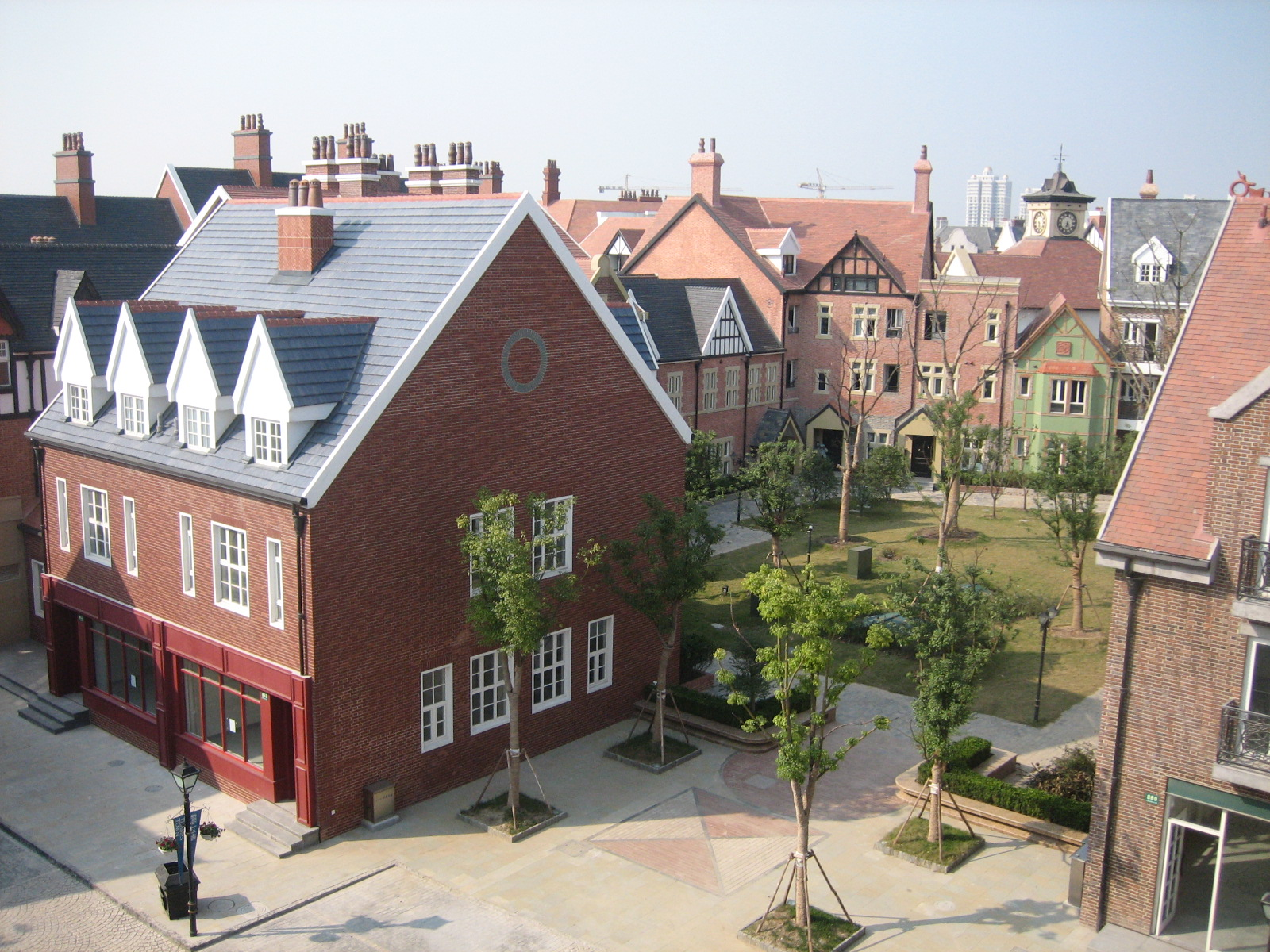
Ein fast echtes englisches Marktstädtchen